# Pseudohyllisia bremeri
Pseudohyllisia bremeri är en skalbaggsart som beskrevs av Stefan von Breuning 1981. Pseudohyllisia bremeri ingår i släktet Pseudohyllisia och familjen långhorningar. Inga underarter finns listade i Catalogue of Life.